# Bernadotte Magdolna svéd királyi hercegnő
Bernadotte Magdolna (Madeleine Thérèse Amelie Josephine Bernadotte) (Stockholm, 1982. június 10. – ) svéd királyi hercegnő, XVI. Károly Gusztáv svéd király és Szilvia királyné harmadik és legfiatalabb gyermeke.  

## Címei

Királyi Monogramja

Hälsingland és Gästrikland hercegnője, születésekor harmadik volt a svéd trónöröklési sorban.

## Élete
Magdolna hercegnő 1982. június 10-én született a Drottningholm kastélyban. 1982. augusztus 31-én keresztelték meg a Vártemplomban (Slottskyrkan) és a Madeleine Thérése Amelie Josephine nevet kapta. Keresztszülei: a király unokatestvérei,  Benedikte hercegnő és András herceg a Szász–Coburg–Gothai-házból, nagynénje Krisztina hercegnő és anyai nagybátyja Walter L. Sommerlath.
Magdolna hercegnő 2006-tól a World Childhood Foundation-nak dolgozott Stockholmban és az USA-ban. 2010-től a World Childhood Foundation-nál dolgozott New Yorkban.
2015-ben a család ideiglenesen Svédországba költözött, mielőtt ugyanebben az évben augusztusban Londonban telepedett le.
Madeleine hercegnő lelkesedik a lovassport iránt. 2008-ban teljesítette a Tjejvasan versenyt, ami egy 30 km hosszú sífutást jelent.
2013. június 8-án férjhez ment Christopher O'Neill amerikai pénzemberhez, akitől 2014. február 20-án New York-ban megszületett első lánya, Eleonóra. Második gyermekük Miklós svéd királyi herceg 2015. június 15-én, harmadik gyermekük, Adrienn pedig 2018. március 14-én született.

## Gyermekei
- Férjétől, Christopher O’Neill (1974– ) úrtól:
  - Eleonóra (New York, 2014. február 20. –) svéd királyi hercegnő, Gotland hercegnője
  - Miklós (Danderyd, 2015. június 15. –) svéd királyi herceg
  - Adrienn (2018. március 9. –) svéd királyi hercegnő